# Gérard Debreu
Pour les articles homonymes, voir Debreu.
Gérard Debreu, né le 4 juillet 1921 à Calais et mort le 31 décembre 2004 à Paris 12e, est un mathématicien et économiste franco-américain. Il est le premier Français à recevoir en 1983 le Prix de la Banque de Suède pour ses travaux sur l'équilibre général.
Son œuvre est abstraite (plongeant dans les fondements de l'analyse économique) et novatrice dans la forme (elle puise aux dernières avancées en mathématiques).

## Biographie
Gérard Debreu est né à Calais en 1921. Son père, Camille Debreu, est l'associé de son grand-père maternel dans l'entreprise de dentelle familiale, une activité traditionnelle de Calais. Bachelier à la veille de la Seconde Guerre mondiale, il part pour Ambert afin d'étudier en classe préparatoire[réf. souhaitée], puis Grenoble alors en zone libre. Il étudie ensuite de 1941 à 1945 à l'École normale supérieure et à la faculté des sciences de l'université de Paris, et est lauréat du concours d'agrégation de mathématiques en décembre 1945 avec un an de retard à la suite du jour J et de son enrôlement dans l'armée française comme élève officier à l'École militaire de Cherchell avant son service en Allemagne avec les troupes d'occupation où il sert jusqu'en juillet 1945.

## Économie
Délaissant les mathématiques pures, il se passionne pour la théorie de l'équilibre général de Léon Walras. Sa carrière débute comme chercheur du Centre national de la recherche scientifique en 1946 où il travaille sous la direction de Maurice Allais en compagnie d'un camarade de promotion, Marcel Boiteux. Cette même année, il épouse Françoise Bled avec laquelle il a deux filles, Chantal et Florence, nées en 1946 et 1950.
Il part ensuite travailler aux États-Unis en 1948 grâce à une bourse Rockefeller qui lui permet de visiter plusieurs universités américaines ainsi que celles d'Uppsala et d'Oslo. En 1950, il accepte un poste à l'université de Chicago.
En 1954 il publie une contribution majeure intitulée Existence of an Equilibrium for a Competitive Economy en collaboration avec Kenneth Arrow qui caractérise les conditions d'existence d'un équilibre général en économie de marché en se fondant sur une méthode topologique plutôt que sur la résolution d'un système d'équations.
Il rejoint l'université Yale en 1955. Il obtient le doctorat des sciences mathématiques devant la faculté des sciences de l'université de Paris avec une thèse principale sur la théorie de la valeur soutenue en juin 1956. En 1959, il publie La Théorie de la valeur, une analyse axiomatique de l'équilibre économique, qui constitue une reformulation en termes rigoureux de la théorie de l'équilibre général inaugurée par Léon Walras en 1874 :
« Elle en précise les conditions d'existence, de stabilité et d'optimalité. Cet exercice qui se situe à un degré d'abstraction élevé passe pour un renouvellement complet des instruments de calcul “à la marge” utilisés par ses prédécesseurs. » (Debreu fait appel à la topologie et à la notion d'ensemble convexe).
Cependant aux yeux de certains comme Maurice Allais (prix Nobel 1988) : « La construction de Debreu n'a aucune valeur scientifique, tant elle est totalement étrangère au monde de l'expérience. »
À la même époque, Debreu se penche sur quelques problèmes économiques comme celui de l'utilité cardinale.
Debreu établit la fondation axiomatique de l'économie de marché, l'existence d'un équilibre général en utilisant une approche nouvelle : l'idée principale est de montrer qu'il existe un système de prix pour lequel l'excès de demande agrégée disparaît et pour ce faire, il utilise le théorème du point fixe de Kakutani. Dans le chapitre 7, il introduit un principe d'incertitude et montre comment l'intégrer au modèle déterministe : avec la notion de contingence qui est la promesse de livrer un produit si un état futur se réalise. Cette notion est très utilisée en finance sous l'appellation d'« Arrow-Debreu ».
Au début des années 1960, Debreu travaille au Center for Advanced Study in the Behavioral Sciences, un institut de recherche basé à Stanford, en Californie, pour approfondir ses recherches sur la preuve complexe d'un théorème général sur l'existence d'un équilibre en économie. Cette preuve est publiée en 1962. En janvier 1962, il rejoint l'université de Californie à Berkeley. Aux quelques années sabbatiques près, passées dans les universités de Leyde, Cambridge, Bonn et Paris, il fera le reste de sa carrière académique au sein de l'Université de Californie à Berkeley. Il est naturalisé américain en 1975.
En 1990, il devient président de l’American Economic Association.

## Décès
Il meurt le 31 décembre 2004 à Paris, à l'âge de quatre-vingt-trois ans. Il est inhumé au cimetière du Père-Lachaise, columbarium case n°8840.

## Distinctions
Il reçoit en 1983 le prix de la Banque de Suède en sciences économiques en mémoire d'Alfred Nobel pour ses travaux sur l'équilibre général.
Ce prix est le premier d'une succession de lauréats provenant de l'université de Californie à Berkeley (John Harsanyi, Daniel McFadden, George Akerlof et David Card).

## Œuvre
- « The Coefficient of Resource Utilization », 1951, Econometrica.
- « A Social Equilibrium Existence Theorem », 1952, Proceedings of the National Academy of Sciences.
- "Definite and Semi-Definite Quadratic Forms", 1952, Econometrica
- "Nonnegative Square Matrices", with I.N. Herstein, 1953, Econometrica.
- "Valuation Equilibrium and Pareto Optimum", 1954, Proceedings of the National Academy of Sciences.
- "Existence of an Equilibrium for a Competitive Economy", with K.J.Arrow, 1954, Econometrica.read online
- "Representation of a Preference Ordering by a Numerical Function", 1954, in Thrall et al., editors, Decision Processes.
- "A Classical Tax-Subsidy Problem", 1954, Econometrica.
- "Numerical Representations of Technological Change", 1954, Metroeconomica
- "Market Equilibrium", 1956, Proceedings of the NAS.
- "Stochastic Choice and Cardinal Utility", 1958, Econometrica
- "Cardinal Utility for Even-Chance Mixtures of Pairs of Sure Prospects", 1959, RES
- The Theory of Value: An axiomatic analysis of economic equilibrium, 1959
- "Topological Methods in Cardinal Utility Theory", 1960, in Arrow, Karlin and Suppes, editors, Mathematical Methods in the Social Sciences.
- "On 'An Identity in Arithmetic'", 1960, Proceedings of AMS
- "Economics Under Uncertainty", 1960, Économie appliquée.
- "New Concepts and Techniques for Equilibrium Analysis", 1962, International Economic Review
- "On a Theorem by Scarf", 1963, RES.
- "A Limit Theorem on the Core of an Economy", H.Scarf ile birlikete, 1964, International Economic Review.
- "Contuinity Properties of Paretian Utility", 1964, International Economic Review
- "Integration of Correspondences", 1967, Proceedings of Fifth Berkeley Symposium.
- "Preference Functions of Measure Spaces of Economic Agents", 1967, Econometrica.
- "Neighboring Economic Agents", 1969, La Décision.
- "Economies with a Finite Set of Equilibria", 1970, Econometrica.
- "Smooth Preferences", 1972, Econometrica.
- "The Limit of the Core of an Economy", H. Scarf ile birlikte, 1972, in McGuire ve Radner, eds, Decision and Organization
- "Excess Demand Functions", 1974, Journal of Mathematical Economics
- "Four Aspects of the Mathematical Theory of Economic Equilibrium", 1974, Proceedings of Int'l Congress of Mathematicians.
- "The Rate of Convergence of the Core of an Economy", 1975, Journal of Mathematical Economics.
- "The Application to Economics of Differential Topology and Global Analysis: Regular differentiable economies", 1976, American Economic Rreview.
- "Least Concave Utility Functions", 1976, Journal of Mathematical Economics.
- "Additively Decomposed Quasiconcave Functions", with T.C.Koopmans, 1982, Mathematical Programming.
- "Existence of Competitive Equilibrium", 1982, in Arrow and Intriligator, Handbook of Mathematical Economics
- "Mathematical Economics: Twenty papers of Gerard Debreu", 1983.
- "Economic Theory in a Mathematical Mode: the Nobel lecture", 1984, American Economic Rreview.
- "Theoretic Models: Mathematical form and economic content", 1986, Econometrica.
- "The Mathematization of Economic Theory", 1991, American Economic Rreview.
- "Innovation and Research: An Economist's Viewpoint on Uncertainty", 1994, Nobelists for the Future

## Distinctions
- 1971 : Président de la Société d'économétrie
- Membre de l'Académie des sciences américaine
- Officier de la Légion d'honneur
- Commandeur de l'ordre national du Mérite
- Docteur honoris causa des universités de Bonn, Lausanne, Northwestern, Toulouse et université du Littoral Côte d'Opale .